# Клаудія Монтейру
Клаудія Монтейру (порт. Cláudia Monteiro, нар. 8 травня 1961) — колишня бразильська професійна тенісистка. Досягла фіналу Відкритого чемпіонату Франції з Кассіу Мотта в міксті в 1982 році. Найвищу одиночну позицію світового рейтингу — 118 місце досягла 21 грудня 1986, парну — 82 місце — 28 вересня 1987 року.

## Фінали турнірів Великого шолома

### Мікст (1 поразка)
| Результат | Рік  | Турнір      | Покриття | Партнер      | Опоненти                  | Рахунок        |
| --------- | ---- | ----------- | -------- | ------------ | ------------------------- | -------------- |
| Поразка   | 1982 | French Open | Ґрунт    | Кассіу Мотта | Джон Ллойд Венді Тернбулл | 6–2, 7–6(10–8) |